# Брендан Гелловей
Брендан Джоел Зібусізо Гелловей (англ. Brendan Joel Zibusiso Galloway, нар. 17 березня 1996, Хараре, Зімбабве) — англійський футболіст, захисник клубу «Евертон».
Виступав, зокрема, за клуби «Мілтон-Кінс Донс» та «Евертон», а також молодіжну збірну Англії.

## Клубна кар'єра
Вихованець футбольної школи клубу «Мілтон-Кінс Донс». Дорослу футбольну кар'єру розпочав 2011 року в основній команді того ж клубу, в якій провів три сезони, взявши участь лише у 10 матчах чемпіонату. 
Своєю грою за цю команду привернув увагу представників тренерського штабу клубу «Евертон», до складу якого приєднався 2014 року. Відіграв за клуб з Ліверпуля наступні два сезони своєї ігрової кар'єри.
До складу клубу «Вест-Бромвіч Альбіон» на правах оренди приєднався 2016 року. 10 квітня 2017 року «Евертон» відкликав захисника з оренди.

## Виступи за збірні
2012 року дебютував у складі юнацької збірної Англії, взяв участь у 16 іграх на юнацькому рівні.
З 2016 року залучається до складу молодіжної збірної Англії. На молодіжному рівні зіграв у 3 офіційних матчах.

## Статистика виступів

### Статистика клубних виступів
| Сезон                        | Команда                      | Чемпіонат                    | Чемпіонат | Чемпіонат | Національний кубок | Національний кубок | Національний кубок | Континентальні кубки | Континентальні кубки | Континентальні кубки | Інші змагання | Інші змагання | Інші змагання | Усього | Усього |
| Сезон                        | Команда                      | Ліга                         | Ігор      | Голів     | Ліга               | Ігор               | Голів              | Ліга                 | Ігор                 | Голів                | Ліга          | Ігор          | Голів         | Ігор   | Голів  |
| ---------------------------- | ---------------------------- | ---------------------------- | --------- | --------- | ------------------ | ------------------ | ------------------ | -------------------- | -------------------- | -------------------- | ------------- | ------------- | ------------- | ------ | ------ |
| 2011–12                      | «Мілтон-Кінс Донс»           | ФЛ1                          | 1         | 0         | КА+КЛ              | 1+0                | 0                  | -                    | -                    | -                    | -             | -             | -             | 2      | 0      |
| 2012–13                      | «Мілтон-Кінс Донс»           | ФЛ1                          | 1         | 0         | КА+КЛ              | 1+0                | 0                  | -                    | -                    | -                    | -             | -             | -             | 2      | 0      |
| 2013–14                      | «Мілтон-Кінс Донс»           | ФЛ1                          | 8         | 0         | КА+КЛ              | 3+1                | 1+0                | -                    | -                    | -                    | NAK           | 1             | 0             | 13     | 1      |
| Усього за «Мілтон-Кінс Донс» | Усього за «Мілтон-Кінс Донс» | Усього за «Мілтон-Кінс Донс» | 10        | 0         |                    | 6                  | 1                  |                      |                      |                      |               | 1             | 0             | 17     | 1      |
| 2014–15                      | «Евертон»                    | ПЛ                           | 2         | 0         | КА+КЛ              | 0                  | 0                  | ЛЄ                   | 0                    | 0                    | -             | -             | -             | 2      | 0      |
| 2015–16                      | «Евертон»                    | ПЛ                           | 15        | 0         | КА+КЛ              | 2+2                | 0                  | -                    | -                    | -                    | -             | -             | -             | 19     | 0      |
| Усього за «Евертон»          | Усього за «Евертон»          | Усього за «Евертон»          | 17        | 0         |                    | 4                  | 0                  |                      | 0                    | 0                    |               |               |               | 21     | 0      |
| 2016–17                      | «Вест-Бромвіч Альбіон»       | ПЛ                           | 1         | 0         | КА+КЛ              | 0+1                | 0                  | -                    | -                    | -                    | -             | -             | -             | 2      | 0      |
| Усього за кар'єру            | Усього за кар'єру            | Усього за кар'єру            | 28        | 0         |                    | 11                 | 1                  |                      | 0                    | 0                    |               | 1             | 0             | 40     | 1      |